# Trilogía del error
Trilogía del error, llamado Trilogy of Error en la versión original, es el decimoctavo episodio de la duodécima temporada de la serie animada Los Simpson, estrenado originalmente el 29 de abril de 2001. El episodio fue escrito por Matt Selman y dirigido por Mike B. Anderson. Frankie Muniz fue la estrella invitada, interpretando a Thelonius. En el episodio, se relatan tres historias de la familia Simpson en un solo día.

## Sinopsis
La historia comienza a las 7:03 de la mañana y se presenta en tres partes conectadas entre sí. En ellas, Homer se dirige al hospital para que le reimplanten el dedo pulgar que Marge le había cortado por accidente, Lisa pierde el autobús y busca una manera de llegar a la escuela para ganar la feria de ciencias, Bart y Milhouse después de una de sus travesuras se ven involucrados en un problema con Tony el Gordo y su pirotecnia ilegal. En cada parte se muestra la historia desde el punto de vista de Homer, Lisa y Bart y de qué forma Marge tiene alguna relación con sus historias. 

### Día de Homer
Homer se despierta y baja a desayunar a la cocina con su familia. Marge decide preparar cereales franceses para el desayuno, pero a nadie les gustan. Luego, suena el timbre y Bart corre a atender a Milhouse. Mientras tanto, cuando Lisa y Homer se salvan del desayuno, esta le muestra a su padre su proyecto de ciencias, un robot corrector de gramática llamado Linguo, quien corrige a Homer cuando este dice "Mí gustar cerveza" por "Me gusta la cerveza". Homer tomando como afirmación el enunciado, le da cerveza al robot y éste tiene un cortocircuito. Después de que Lisa se va a arreglarlo enojada, Homer huele algo y va a la cocina donde ve que Marge está preparando unos brownies, pero ella le dice que son para después de cenar, pero Homer empieza a poner la mano en todas partes, cuando Marge le corta accidentalmente el dedo pulgar. Luego llama al 911, pero el jefe Wiggum piensa que había sido un ataque premeditado y le pide su dirección, obligándola a mentir: Marge le dice que es la calle Falsa 123. Después de un contratiempo con el perro ella misma lleva a Homer al hospital y en el camino choca y luego roba la Ferrari F40 de Rainier Wolfcastle, pero ya en el hospital el Dr. Hibbert se niega a atenderlo porque su seguro no cubre los costos, por lo que lo lleva a ver al Dr. Nick Riviera. En el camino, lleva a su esposo a la taberna de Moe para que consiga un frasco de salmuera y así conservar el dedo en la solución, pero Homer se queda bebiendo y se desmaya. Cuando lo despiertan este se acuerda que tiene que ir con el Dr. Nick, pero cuando sale del bar, ve que Marge se había ido, por lo que viaja con su dedo con Cletus Spuckler. Cletus lo lleva a la clínica, pero para su mala suerte ésta se está incendiando. Homer decide ir al hospital de Shelbyville, pero ve que a Cletus le habían robado la camioneta. Entonces, comienza a caminar hacia el hospital, pero nunca llega porque la ciudad estaba aun a 20 km de distancia, además de que su pulgar estaba pálido.
Entonces cuando estaba a punto de tirar el dedo a la basura, escucha una explosión y ve volar hacia él la cabeza de Linguo, la toma en sus manos y dice "Linguo...muerto". Linguo le corrige "Linguo, está muerto". Al final le cierra los ojos al robot

### Día de Lisa
Este segmento comienza con la misma escena del desayuno y la parte en donde Homer le da cerveza al proyecto de Lisa. Después de arreglar a Linguo, Lisa pierde el autobús escolar. Esta intenta ir en su bicicleta pero cuando va a buscarla solo estaba la cadena, cuando va a pedirle a sus padres que la lleven, esta ve cómo se van al hospital, sin más opción comienza a correr hacia la escuela pero logra que Krusty la lleve en su limusina. Sin embargo, Krusty la lleva a la Escuela Primaria de Springfield del Oeste. Allí, Lisa conoce a un niño llamado Thelonius que es muy parecido a ella y se enamoran, después de un rato Lisa se tiene que ir y se prometen que se verán algún día. Después, se va de la escuela y busca una manera para llegar a la verdadera, por lo que se detiene en el bar de Moe para ver si su padre está allí. Homer no está allí, pero encuentra al jefe Wiggum y le pide que la lleve a la escuela, pero este le dice que tiene un informante que investiga a unos traficantes con un micrófono oculto, mientras escuchan en la radio, oyen una voz muy parecida a la de Fat Tony. Wiggum por descuido habla por su radio, preguntándole a Tony si es él, a lo cual una persona pregunta: ¿De donde viene ese ruido? luego Fat Tony dice que lo maten y se escuchan disparos, cuando piensa que el informante había muerto, el jefe Wiggun le pregunta a Lisa si quería ser informante, pero ve que esta ya se había ido del Bar por la puerta trasera y en ese justo momento entra Homer a pedir ayuda a Moe. Lisa sale de la taberna, y se encuentra a Marge en la puerta, esta le pide que la lleve al colegio, pero le dice que está esperando a que salga Homer, justo en ese momento se oye que está hablando borracho, por lo cual decide llevarla diciendo que tienen tiempo (aquí se explica porque Marge ya no estaba cuando salió Homer), pero poco después el auto de Marge (la Ferrari robada a Rainier Wolfcastle) se queda sin gasolina. Marge y Lisa ven la camioneta de Cletus y la toman prestada sin darse cuenta de que Homer estaba dentro de ella; cuando llegan a la clínica del Dr. Nick, Homer y Cletus se bajan y cuando Marge ve que dejaron las llaves adentro decide llevar a Lisa en ella (aquí se descubre que fue Marge quien se robó la camioneta de Cletus), sin embargo, cuando estaban a punto de llegar a la escuela, Bart se atraviesa en su camino, saliendo de una alcantarilla delante de ellas.
La toma finaliza con Bart gritando asustado mientras la camioneta se acerca a él.

### Día de Bart
Este segmento comienza cuando suena el timbre de la puerta, Bart va a abrir. Es Milhouse, quien anuncia que había descubierto algo en el bosque. Para ir allí, Bart usa su bicicleta y Milhouse roba la de Lisa (aquí se explica porque no estaba la bicicleta de Lisa). En el bosque, encuentran una cueva llena de juegos pirotécnicos; Bart toma algunos y los prueba, pero mientras hacían bromas, uno de ellos incendia la clínica del Dr. Nick cuando choca con un tanque de éter. Los niños oyen la sirena de la patrulla de policía y se esconden en un edificio que resulta ser la calle Falsa 123 (la dirección que Marge le había dado al Jefe Wiggum). Los oficiales los atrapan con los fuegos artificiales pensando que eran las personas del caso de los traficantes de petardos, en un principio pensaban en arrestarlos, pero les dan una oportunidad: debían encontrar a la verdadera persona que vendía los juegos pirotécnicos ilegales, esconden una radio bajo la camiseta de Bart para que cuando digan algo delator se grabe (aquí se descubre que el informante es Bart). Descubren que los traficantes son Tony el Gordo y sus secuaces, pero entonces cuando los niños llegan fingiendo ser clientes que querían petardos, por un descuido del jefe Wiggun, su voz sale de la radio escondida bajo la camiseta de Bart, diciendo "¿Eres tú, Tony el Gordo?" Tony se da cuenta de que Bart es un espía y tratan de matarlos a los dos, pero el niño enciende unos fuegos artificiales que tenían en las manos explotándolos y aprovechando la revuelta salen corriendo (ese era el sonido que parecían disparos en el segmento anterior), pero los mafiosos lo persiguen, a él y a Milhouse, por las alcantarillas hasta que salen por la alcantarilla por la que están pasando Lisa y Marge en la camioneta de Cletus, pero por suerte la camioneta solo le da un pequeño golpe en la cabeza a Bart. Después de ser perseguidos por las calles, Bart y Milhouse quedan acorralados en un callejón con los mafiosos. Para salvar a los niños, Marge les arroja a Linguo a los gánsteres y el robot explota por una sobrecarga de frases gramaticalmente incorrectas por parte de los mafiosos (ya que ellos hablaban idioma italiano) y su cabeza sale volando hasta llegar a Homer quien estaba a punto de tirar su pulgar.

### Conclusión
Finalmente, Tony el Gordo es arrestado, Piernas (uno de los mafiosos) le vuelve a coser el pulgar a Homer y así Lisa obtiene el primer puesto en la feria de ciencias por su demostración con el pulgar de su padre, Marge dice que este fue un día muy loco y el Sr. Teeny se sube a ella y todos se ríen mientras este señala que el episodio no tenía sentido.